# ناقصة صفراء
ناقصة صفراء (الاسم العلمي:Amorpha lutea) هي نوع غير مؤكد من النباتات يتبع جنس الناقصة من الفصيلة البقولية.